# 토르멘타 엔 알 파라이소
《토르멘타 엔 알 파라이소》(스페인어: Tormenta en el paraíso)은 2007년 방영된 멕시코의 텔레노벨라이다.